# Chiesa a sala

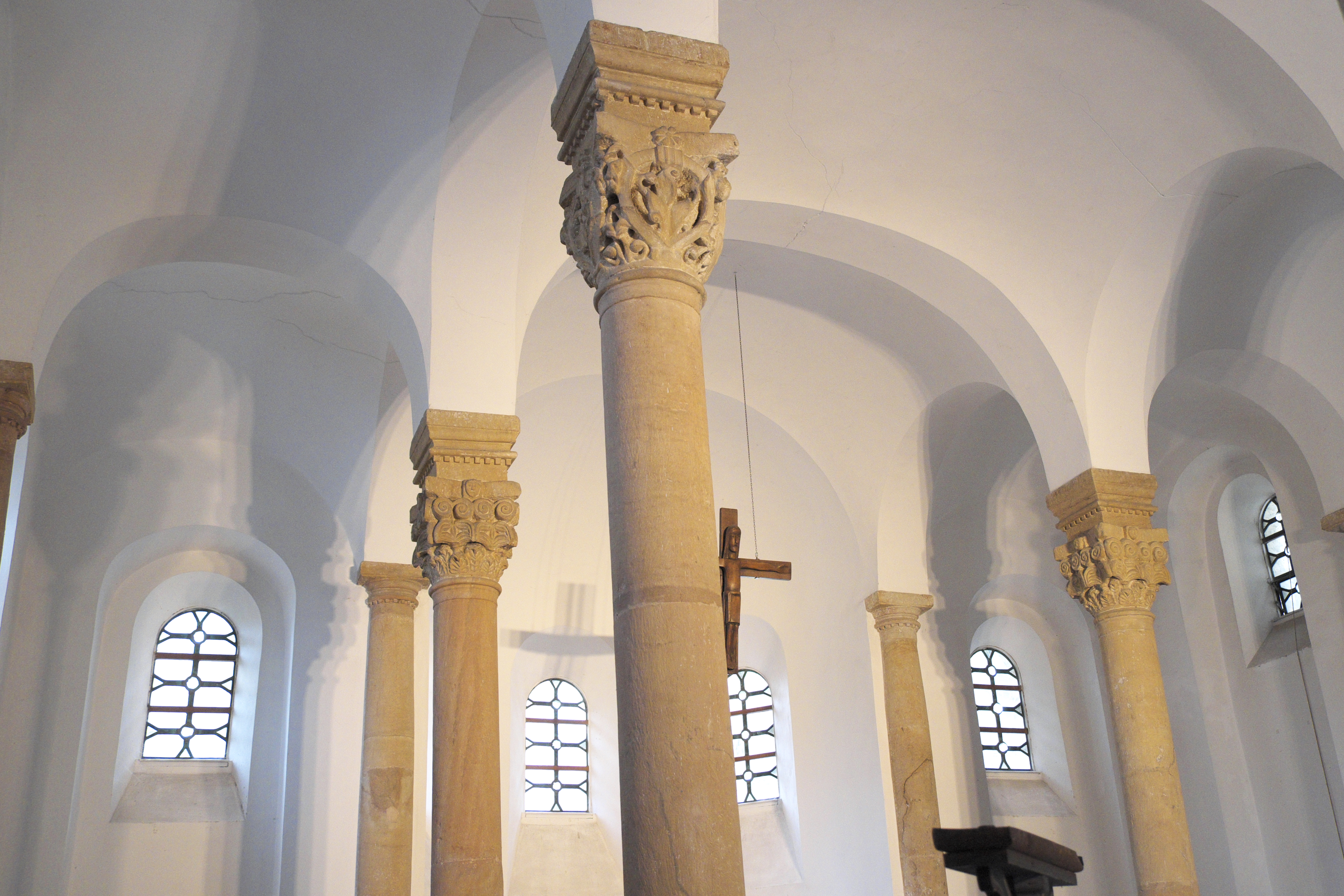
Edificata da artigiani bizantini nel 1017: San Bartolomeo di Paderborn

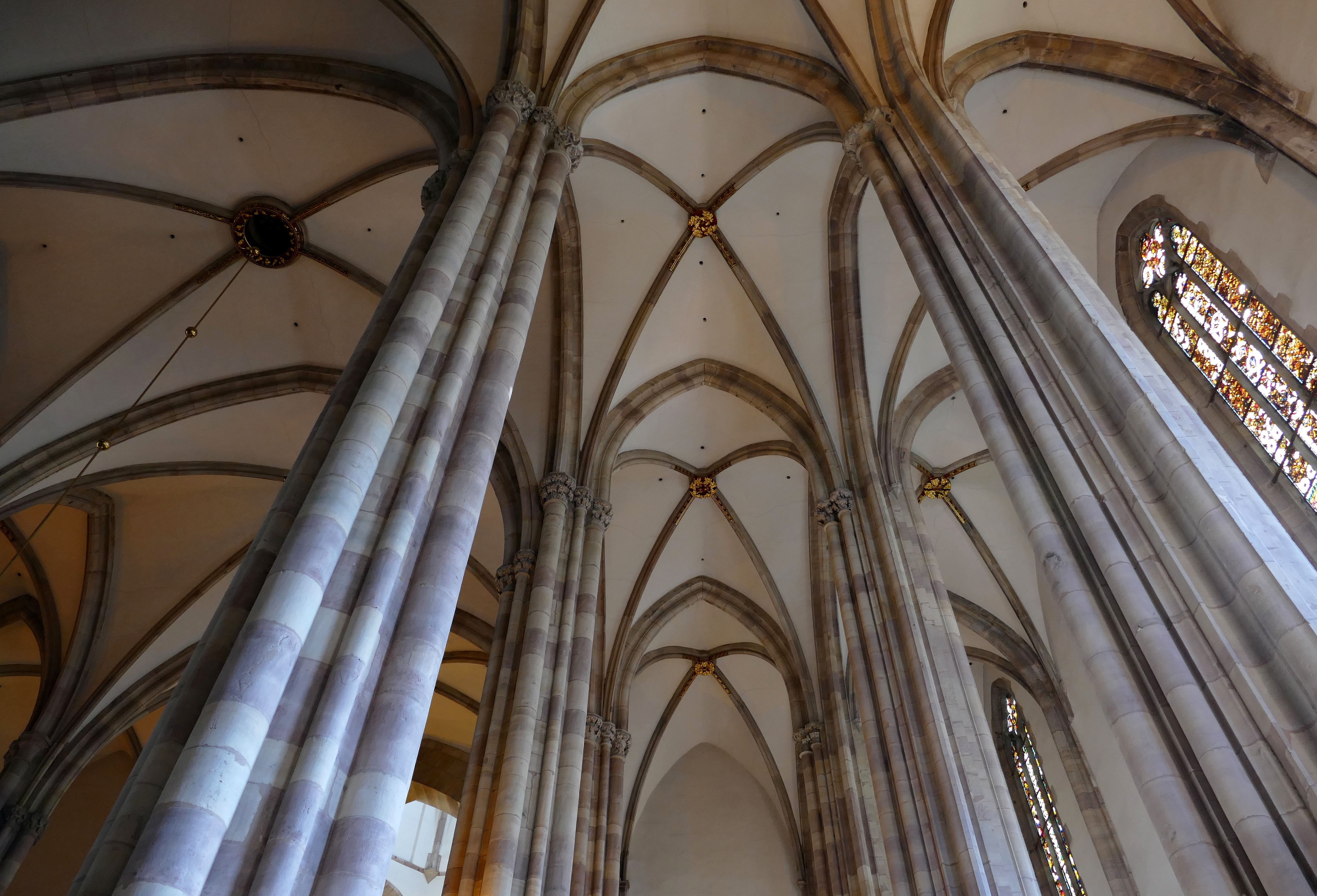
San Tommaso a Strasburgo

La chiesa a sala o Hallenkirche è una particolare tipologia relativa alla costruzione delle chiese nella quale la navata centrale è alta quanto le navate laterali, o di poco più alta, contrariamente a quanto si riscontra nella prevalente tipologia basilicale. Può essere anche a navata unica.

## Definizione
Chiese a sala:

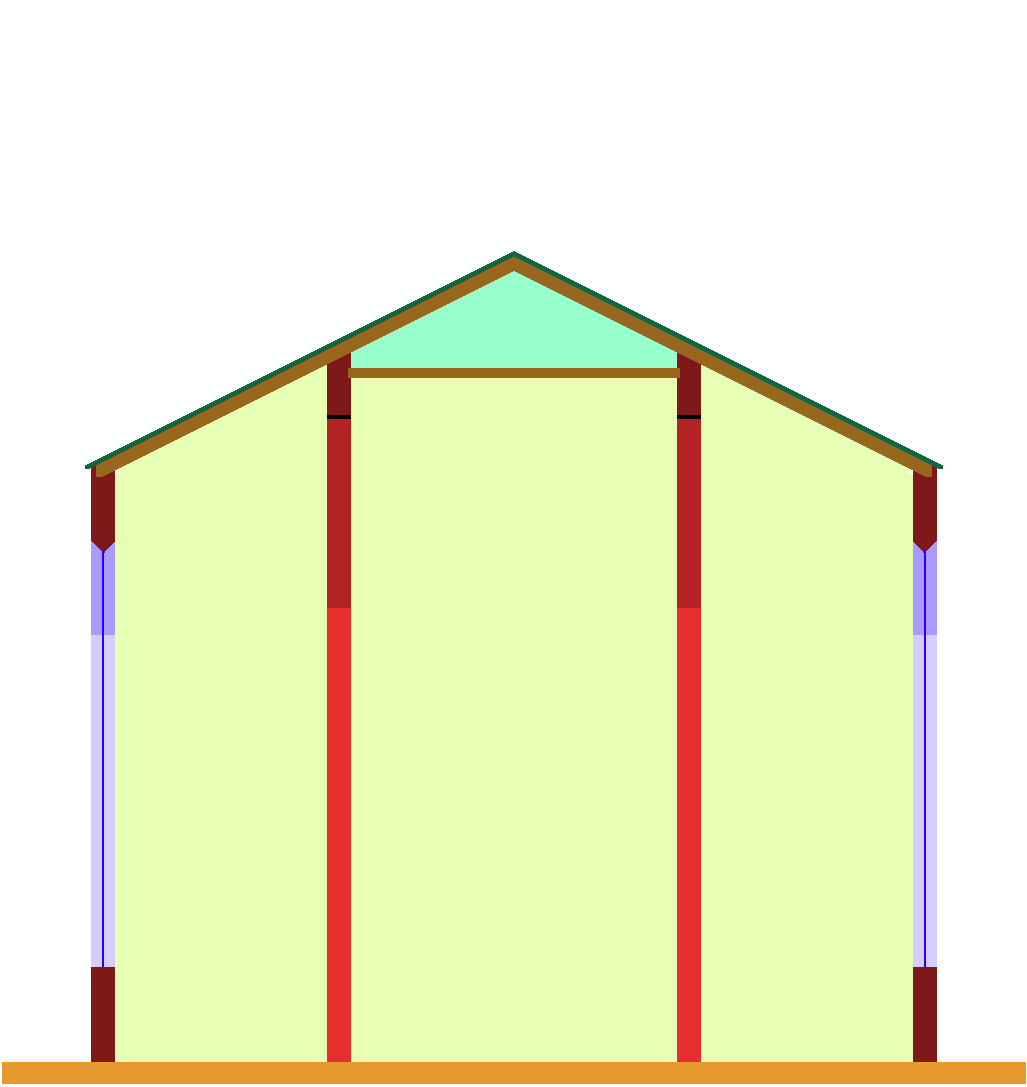
Chiesa a sala con soffitti di legno
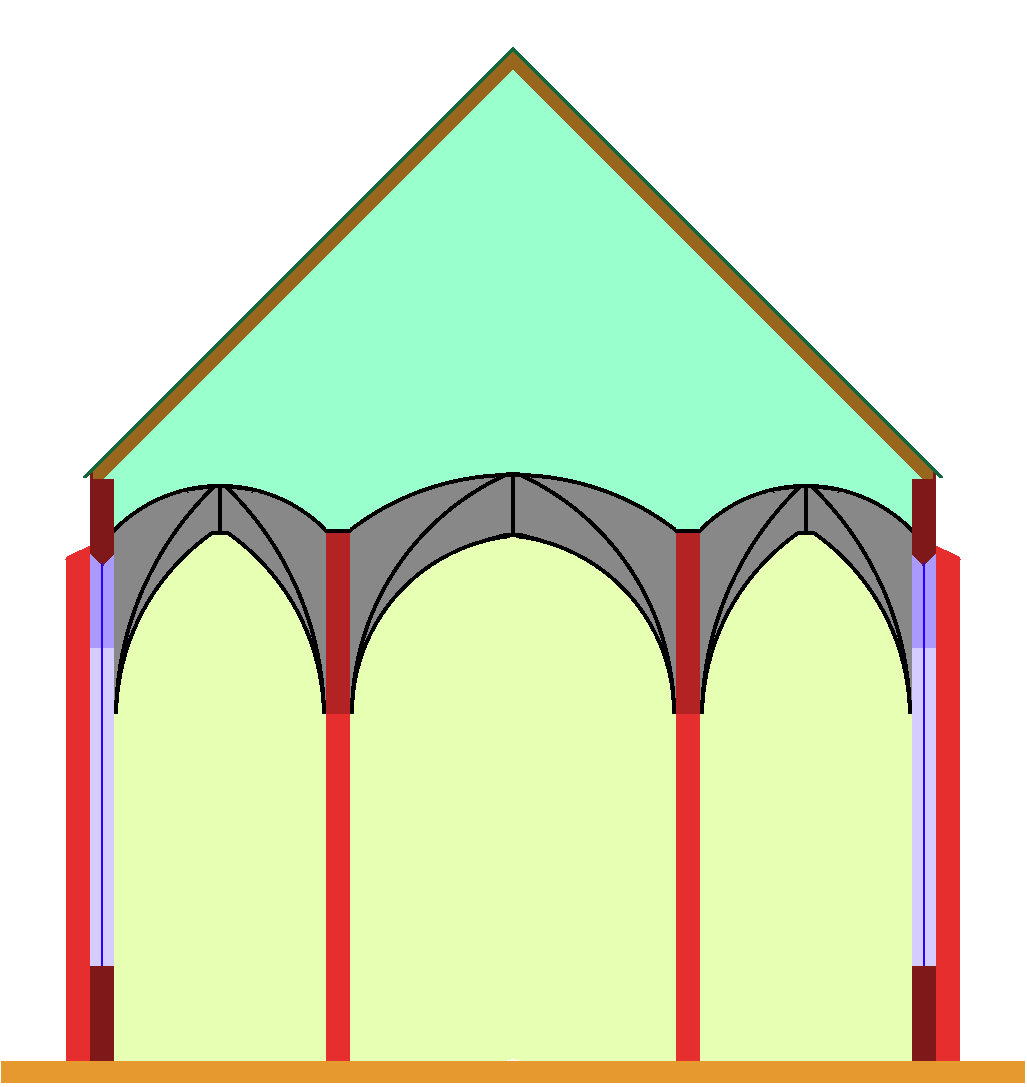
Chiesa a sala con volte
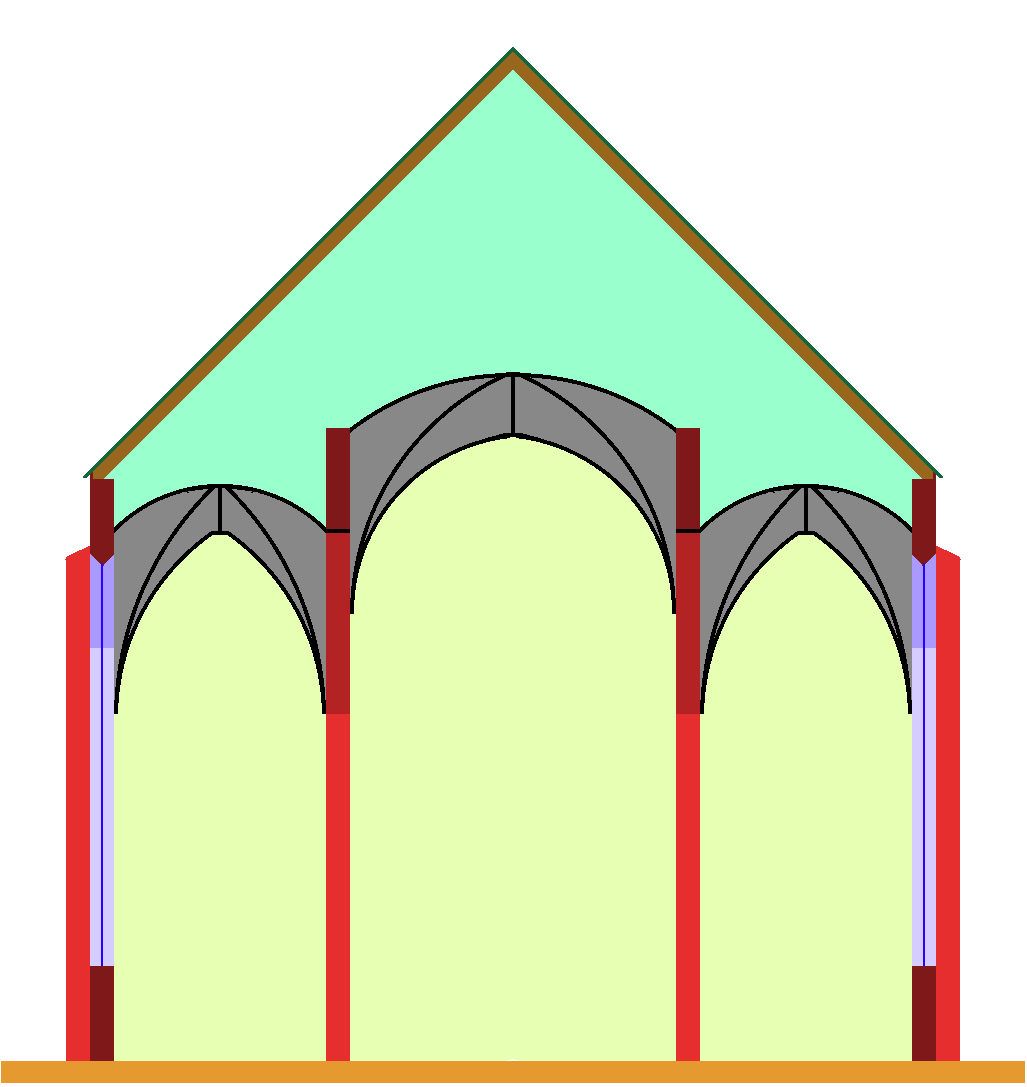
Sala scaglionata

Altri profili dell'aula:

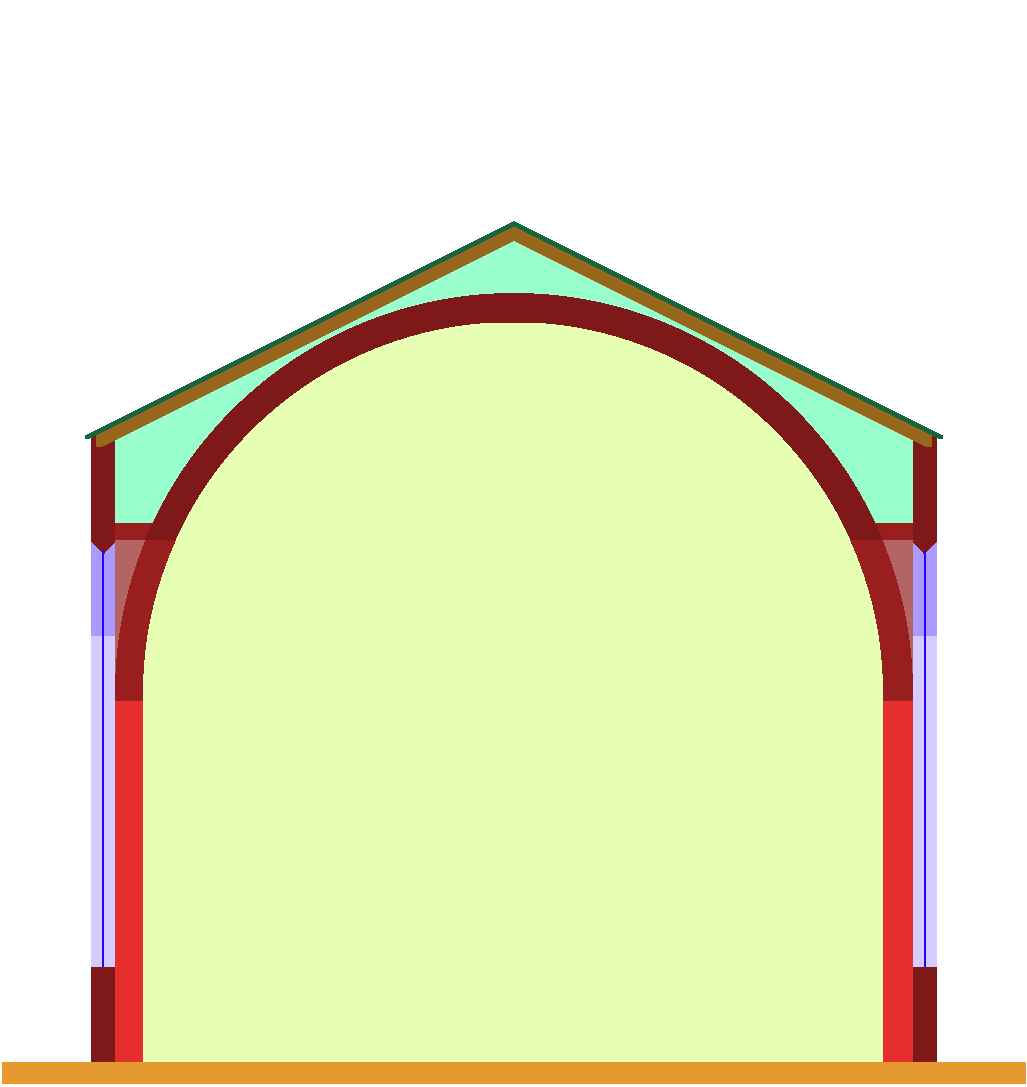
Navata unica, qui con volta
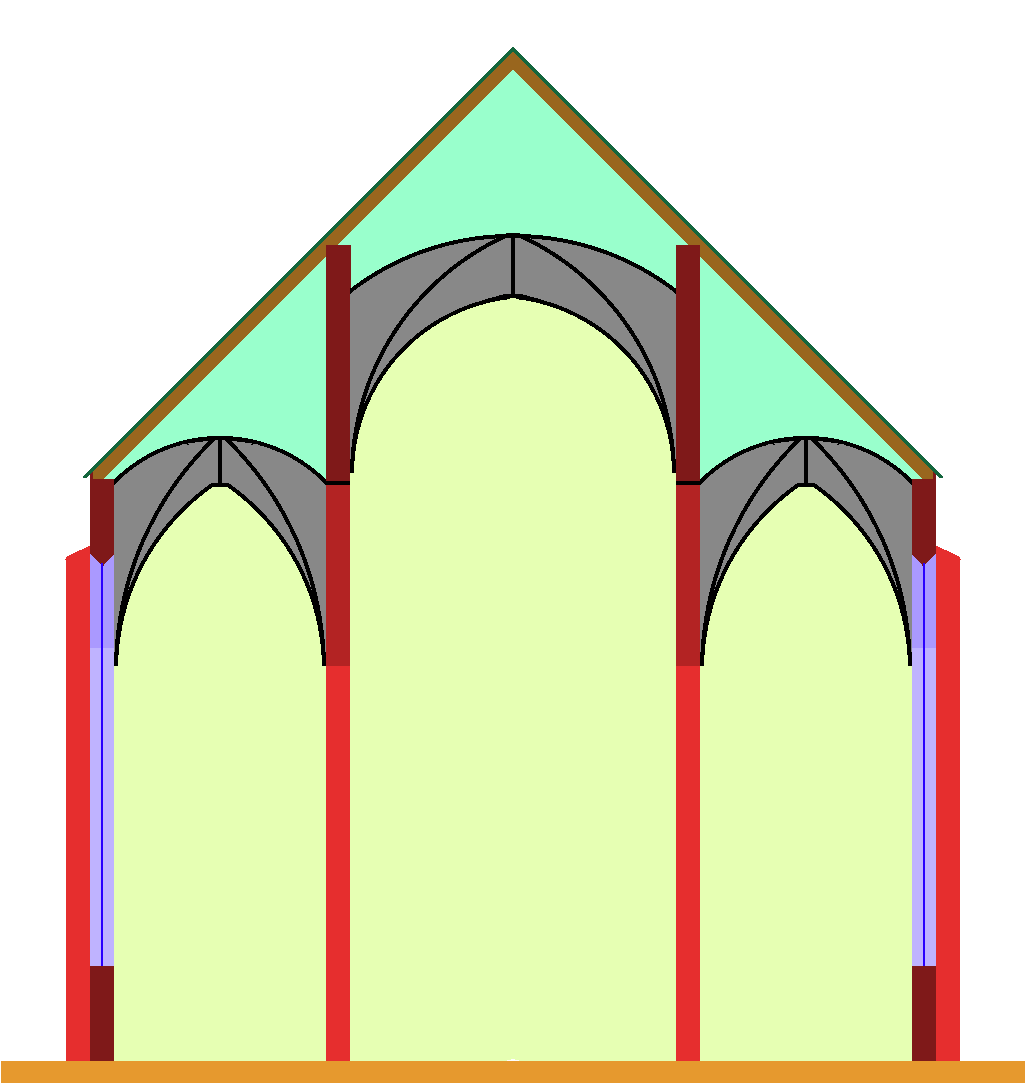
Pseudo-basilica (basilica falsa)
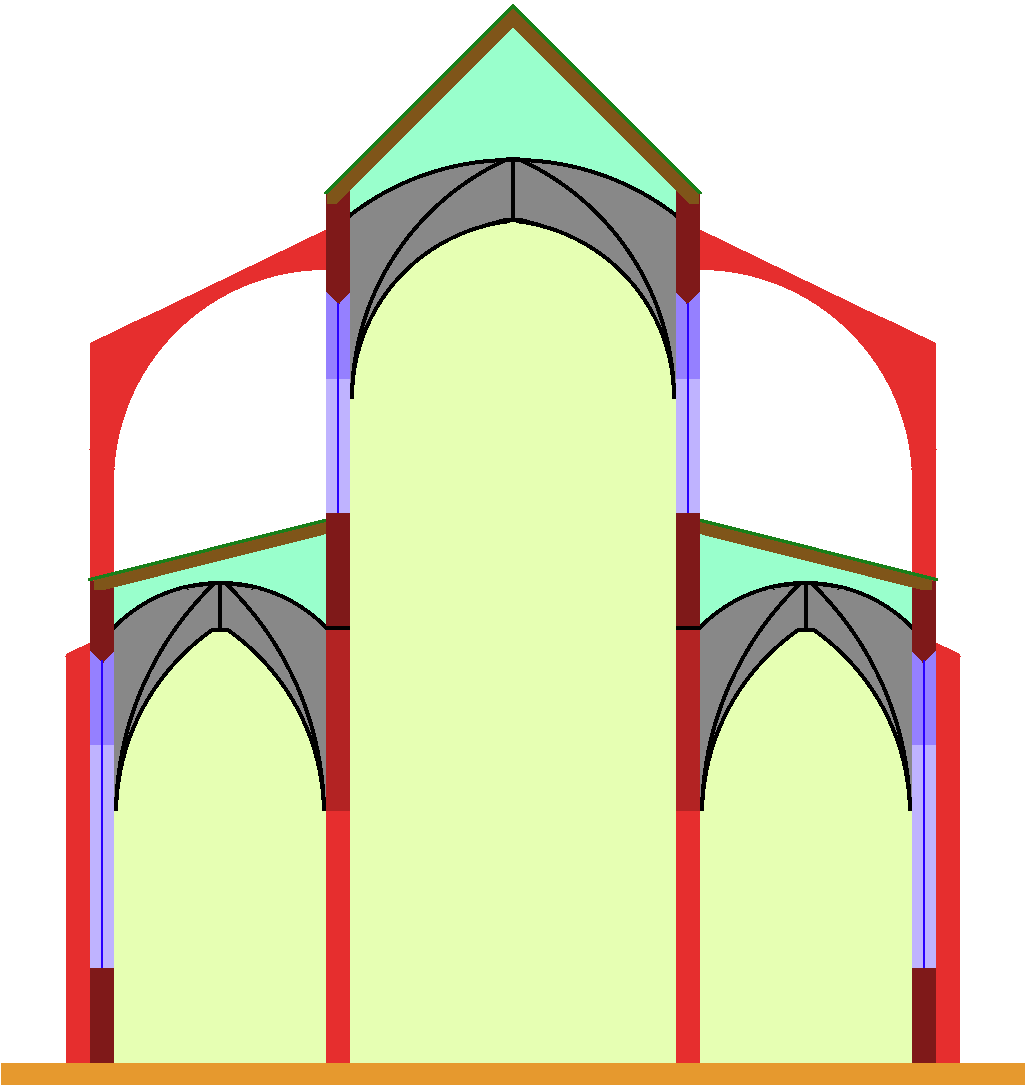
Basilica medioevale, qui con volte

In tal modo la navata centrale rinuncia all'illuminazione diretta tramite due file di aperture poste sopra i sostegni e l'eventuale matroneo (cleristorio), ma essendo sostanzialmente della stessa altezza delle navate laterali con le quali comunica per tutta l'altezza, partecipa di una spazialità dilatata, interrotta solo dai sostegni (colonne o pilastri).
La copertura dell'edificio è pertanto ridotta a due sole grandi falde che coprono l'intero edificio.
La facciata tipica dell'Hallenkirche è ovviamente quella a "capanna".

## Variazioni della pianta

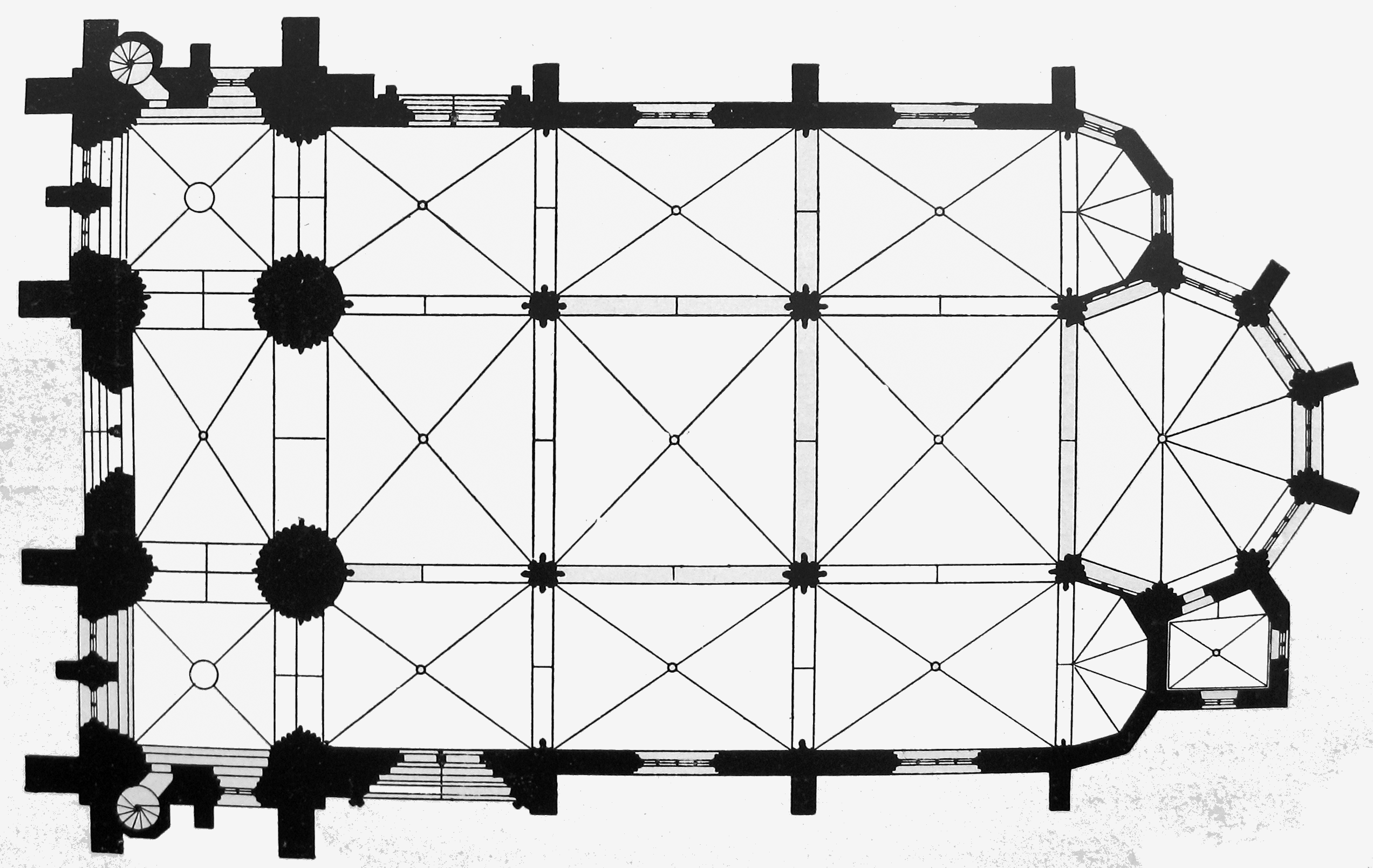
Santa Maria del Prato a Soest, quadrante vestfalico
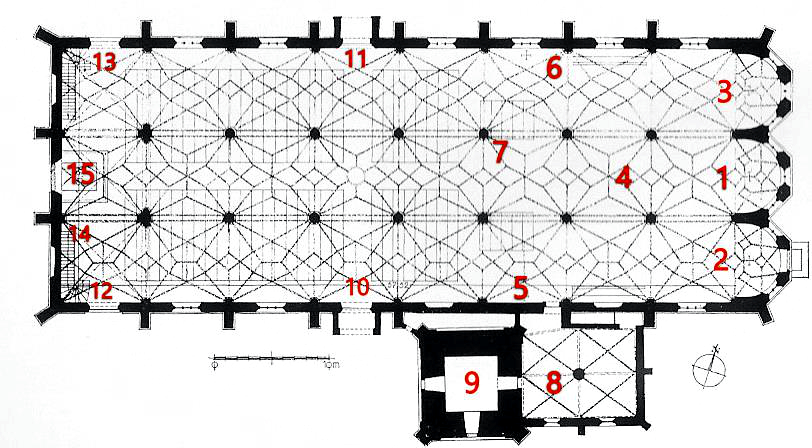
San Martino a Lauingen (Danubio), tre navate uguali
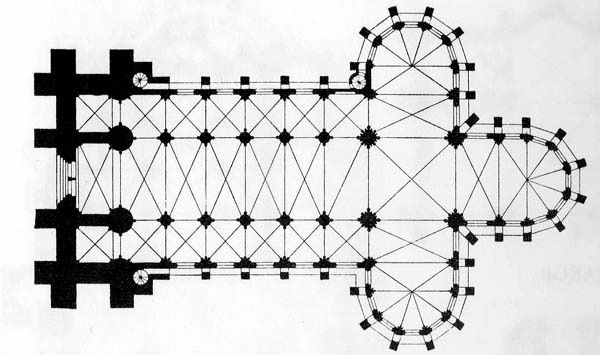
Chiesa di Sant'Elisabetta a Marburgo, crociforme
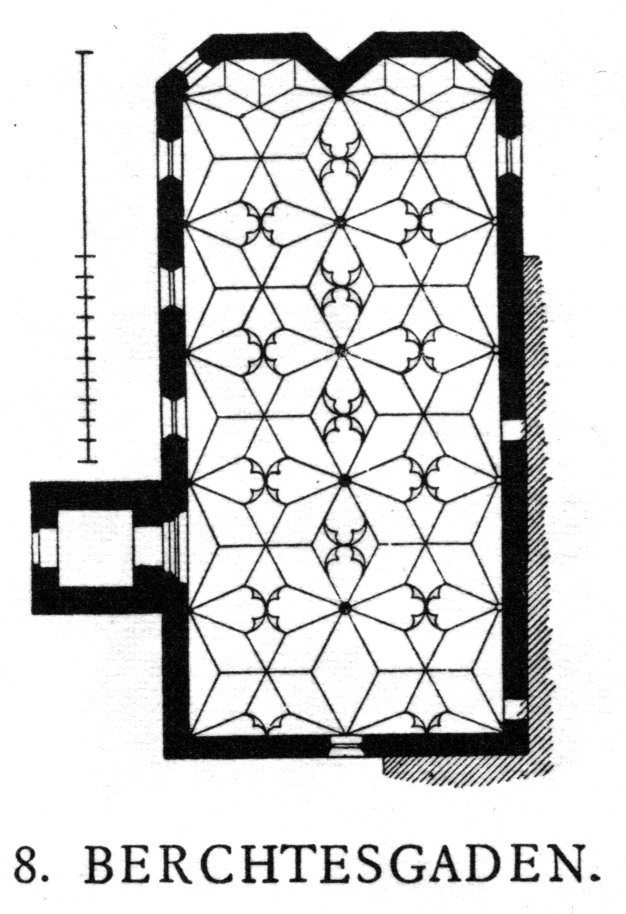
Chiesa minoritica a Berchtesgaden in Baviera, due navate

## Distribuzione

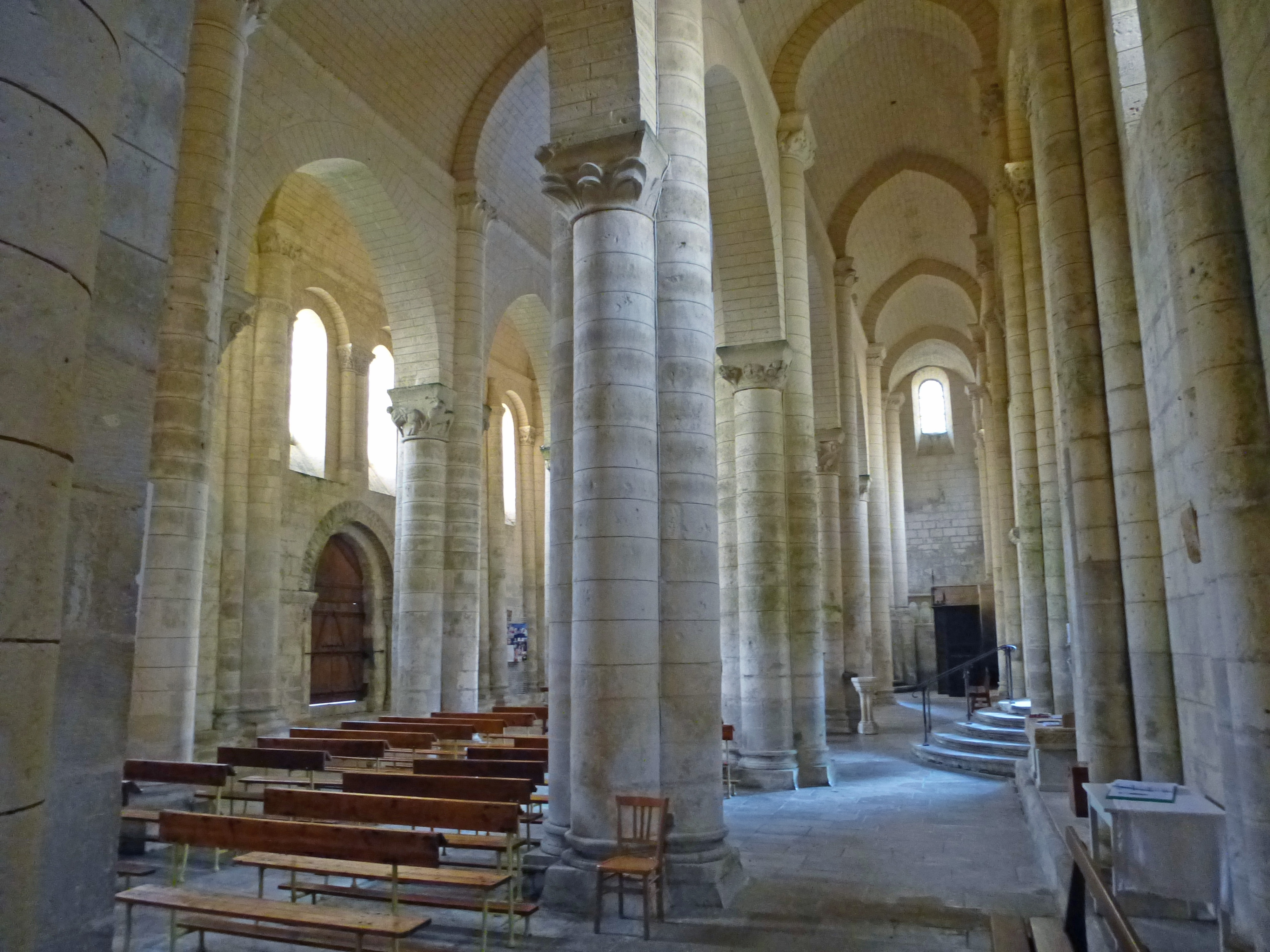
Sant'Ilario a Melle (Deux-Sèvres)

Il tipo di chiesa a sala si diffonde nel periodo romanico, ma soprattutto nel periodo gotico e tardogotico, in area tedesca, anche se non mancano realizzazioni anche nel resto d'Europa.
In Italia invece gli esempi sono meno numerosi.
Da rilevare tra questi alcune chiese degli ordini mendicanti del XIV secolo ed il Duomo di Pienza di Bernardo Rossellino, esplicita citazione di esempi tedeschi, voluta dallo stesso Pio II. Anche le cattedrale di San Lorenzo a Perugia, il Duomo di Bolzano e la chiesa di San Fortunato a Todi seguono questo modello architettonico.

## Esempi

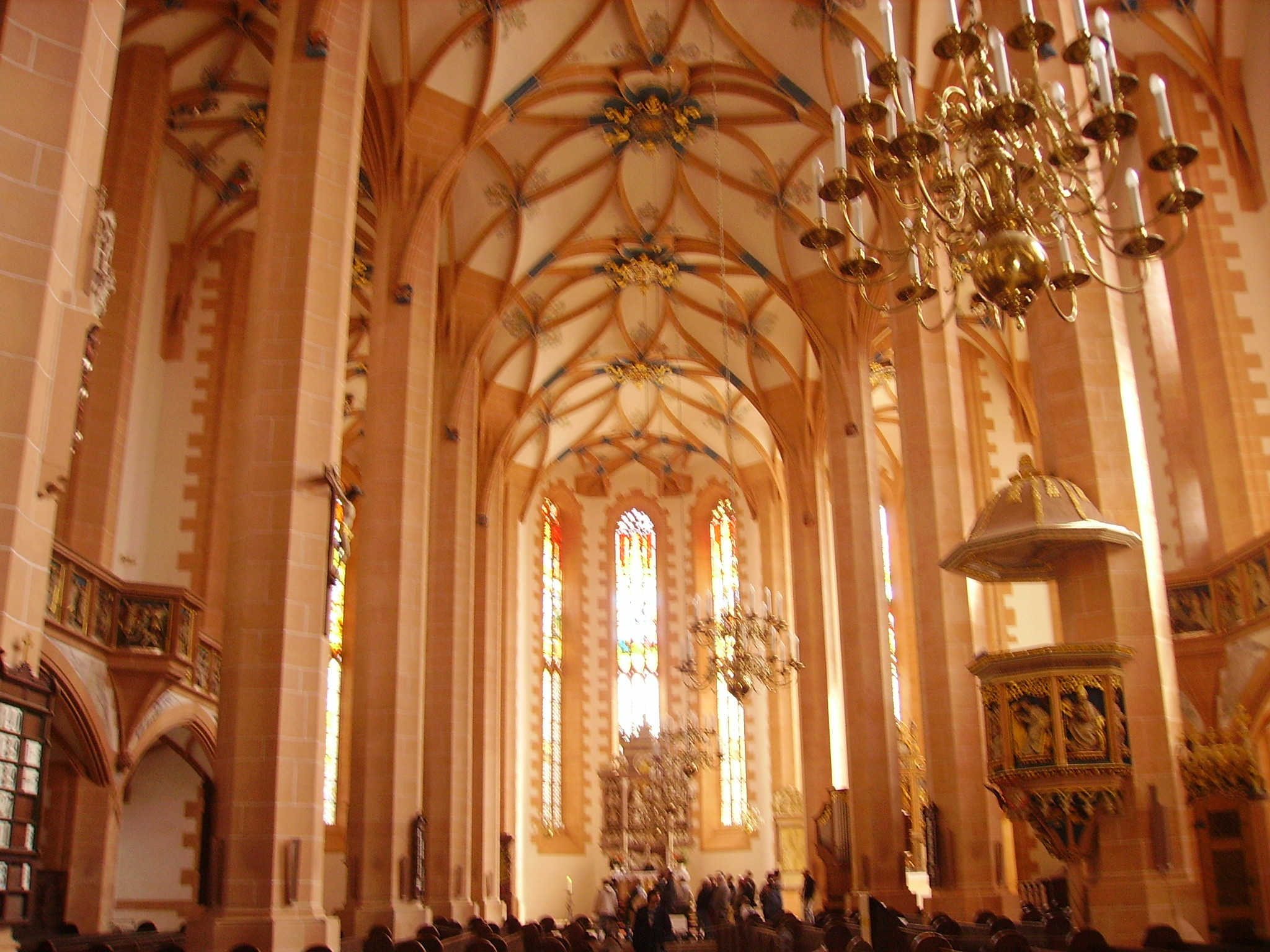
Santa Anna in Annaberg-Buchholz, stile tardo gotico in perfezione

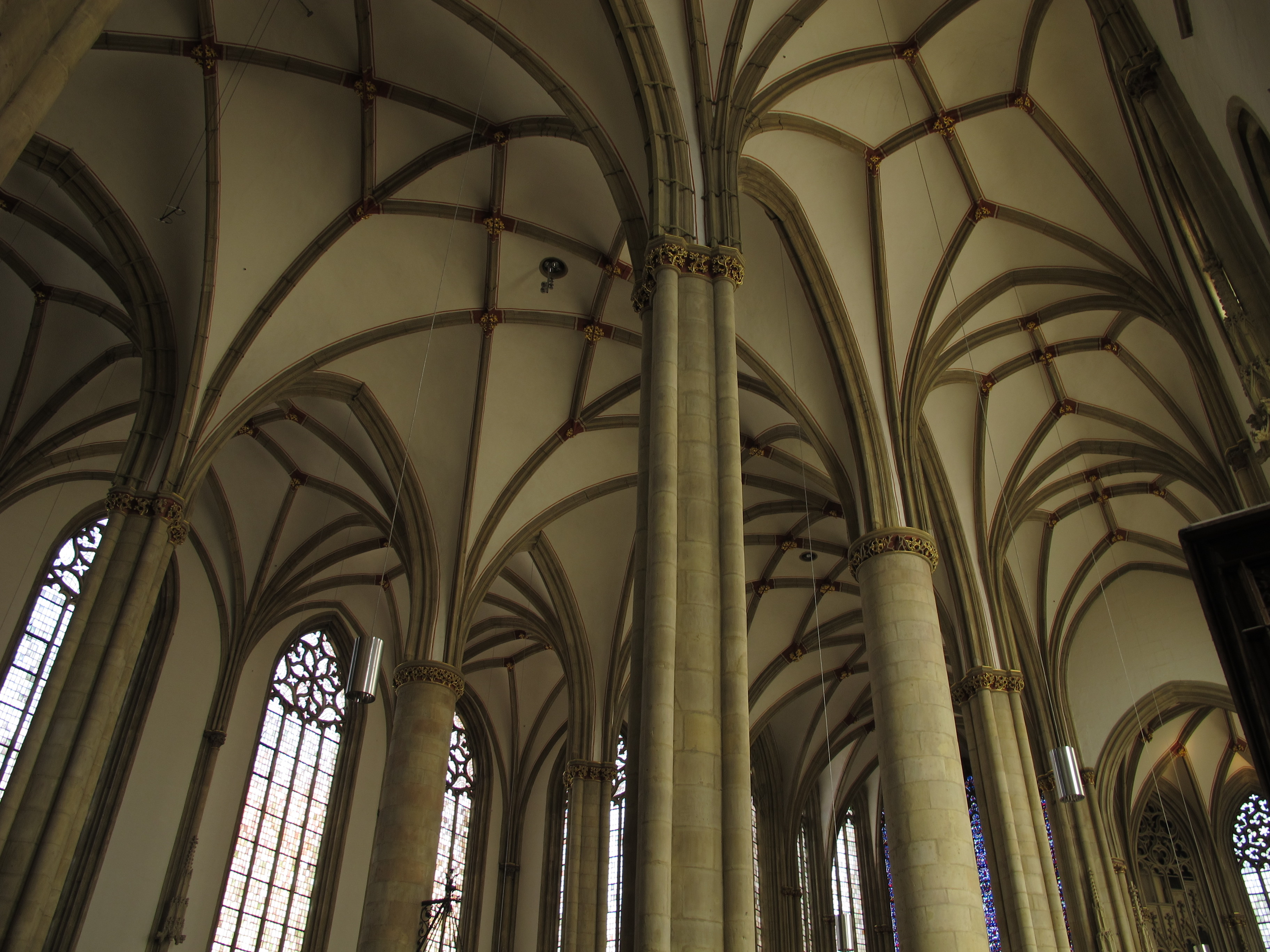
San Lamberto, Münster di Vestfalia

- Capella di San Bartolomeo a Paderborn, 1017
- Chiesa di Sant'Ilario a Melle (Poitou), 1109
- Oude Kerk (Chiesa Vecchia) d'Amsterdam, 1300–1460
- Basilica di Santa Maria a Danzica, 1343–1502
- Chiesa di San Lamberto a Münster di Vestfalia, 1375
- Frauenkirche (chiesa di Nostra Signora) a Monaco di Baviera, 1468–1494
- Chiesa di Sant'Egidio a Braunschweig, del XIII secolo.
- Neustädter Kirche (Hannover) ad Hannover, costruita come chiesa protestante.
- Chiesa di San Tommaso a Strasburgo, con 5 navate della medesima altezza.
- Cattedrale di Santo Stefano a Vienna (sala scaglionata)
- Chiesa di San Vincenzo Martire a Vitoria-Gasteiz nei Paesi Baschi di Spagna, XV–XVI secolo
- Monastero dei Gironimi a Lisbona, 1502–1544
- Cattedrale di Santa Maria di Guadix in Andalusia (Spagna), XVI–XVII secolo

### Esempi in Italia

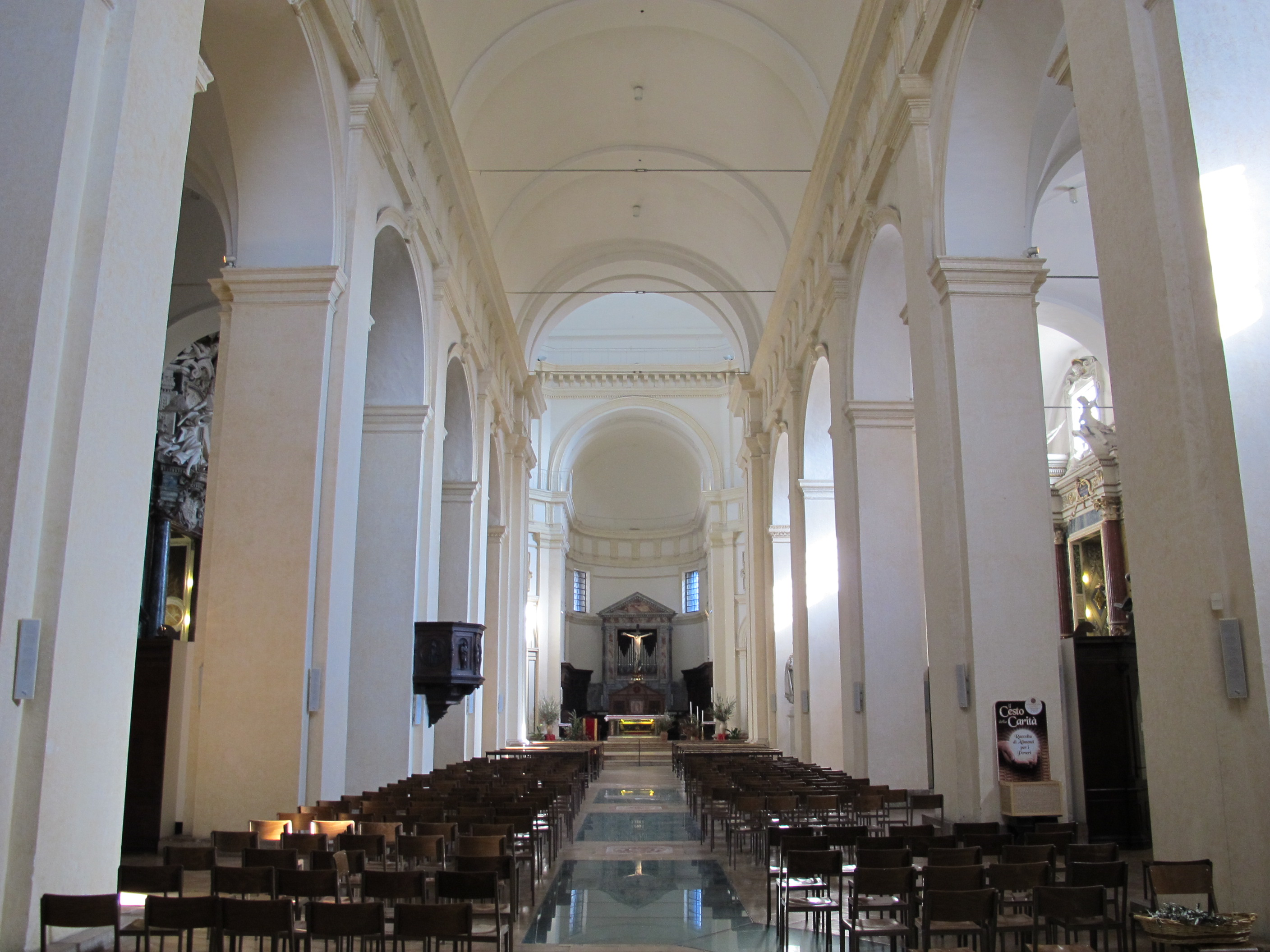
San Rufino, Assisi

- Chiesa dei Santi Maria e Siro a Sale
- Basilica di San Giovanni in Canale[2] a Piacenza
- Cattedrale di San Lorenzo a Perugia
- Cattedrale di Santa Maria Annunziata a Udine, una parte sala scaglionata, altra parte basilica
- Chiesa di San Francesco ad Ascoli Piceno, gotica del 1317.
- Cattedrale di San Rufino d'Assisi
- Chiesa di San Bernardo a Vercelli, romanica, costruita intorno al 1164[3]
- Chiesa di San Fortunato a Todi
- Chiesa di San Francesco[4][5] a Gubbio (sala scaglionata)
- Chiesa di San Francesco d'Assisi o delle Crocelle ai Mannesi a Napoli
- Chiesa di San Giovanni Battista[6] ad Alagna Valsesia
- Chiesa Madonna della Palude a Vipiteno
- Chiesa di San Nicolò a Merano
- Chiesa di San Pietro d'Assisi, medesima altezza delle navate nonostante un cleristorio
- Duomo di Santa Maria Assunta a Bolzano
- Duomo di Santa Maria Assunta a Pienza